# Umanis
 (juin 2021).
Umanis est une entreprise de services du numérique française active dans l'informatique décisionnelle et dans les métiers liés aux mégadonnées. À la suite de son rachat par CGI, Umanis S. A. a été dissoute le 31 décembre 2022 ; tous les effectifs ont été transférés à CGI. 

## Historique
Créée en 1990 sous le nom d'Europstat par Laurent Piepszownik, Umanis se spécialise dès sa création en analyse statistique de données, puis rapidement en informatique décisionnelle. En 1993, l'entreprise lance son activité de recherche clinique (CRO) et développe ses activités de traitement des données, puis réalise son introduction en bourse.
Toujours sous le nom d'Europstat, Umanis s'implante alors dans 5 pays (Pologne, Italie, Maroc, Allemagne...) et compte 300 collaborateurs au début d'année 1999. L'entreprise rachète alors un spécialiste français de la base de données, Arche, cette même année. 
Europstat se diversifie alors dans la communication digitale, avec le rachat de l'agence Hémisphère Droit auprès d'Havas en 2000, ainsi que l'agence Winch, et la radio Sport O'FM. 
En 2000, Europstat change de nom et devient Umanis. Fin 2003, Umanis compte un peu moins de 900 collaborateurs[réf. souhaitée].
En 2007, Umanis décide de se recentrer sur ses métiers historiques (le traitement des données, par le biais de l'informatique décisionnelle, la gestion de la relation client et le numérique) et ouvre son premier centre de services à Tours.
En 2008, Umanis était l'une des cinq principales sociétés spécialistes dans l'informatique décisionnelle en France. 
L'entreprise acquiert, en 2011, l'ESN Aura Group, spécialiste du secteur Banque / Assurance, de l'énergie et de l'industrie. 
En 2013, à la suite du rachat du groupe Helice, Umanis intègre le top 20 des ESN françaises, portant le chiffre d'affaires à 130 millions d'euros cette année. En 2016, Umanis fait de nouvelles acquisitions comme celle de l'ESN Cella. 
En 2017 Umanis rachète Primlog, entreprise de 70 salariés spécialisée dans les métiers de l'assurance. Cette année, sa capitalisation boursière (~260 M€) est supérieure à celle de ses trois principaux concurrents réunis (Keyrus ~90 M€, Business & Decision ~60 M€, Micropole ~50M €)[réf. souhaitée].
Fin 2019, Umanis rachète Ebiznext, entreprise de 75 salariés spécialisée dans l'Agilité, la Data ingénierie, la Data Science, les développements Fullstack et l'organisation Devops
En mars 2022, CGI annonce le rachat d'Umanis pour une valorisation totale de 310 millions d'euros. Le 14 juillet, le cours de l'action Umanis est suspendu après que CGI ait acquis 91,54 % des parts par une OPA simplifiée[réf. souhaitée].

## Services
Umanis était une ESN française, spécialiste de la donnée, du numérique et des solutions informatiques à destination des métiers de l'entreprise (Ressources Humaines, Comptabilité, Finance, Marketing, etc.).
Les métiers d'Umanis étaient les suivants : Conseil, Conduite du changement, intégration, infogérance, développement, MCO, sous-traitance en centre de services.En tant qu'intégrateur de systèmes, elle disposait à ce titre de partenariats avec des éditeurs logiciels[réf. souhaitée]. Umanis disposait aussi d'une filiale dans le secteur de la santé, la société de recherche contractuelle Umanis Life Science, créée en 1993[réf. souhaitée].